# Gul oxtunga
Gul oxtunga (Anchusa ochroleuca) är en strävbladig växtart som beskrevs av Friedrich August Marschall von Bieberstein. Enligt Catalogue of Life ingår Gul oxtunga i släktet oxtungor och familjen strävbladiga växter, men enligt Dyntaxa är tillhörigheten istället släktet oxtungor och familjen strävbladiga växter. Arten förekommer tillfälligt i Sverige, men reproducerar sig inte. Inga underarter finns listade i Catalogue of Life.